# Укуси постільних клопів
Постільні клопи – це вид комах, які живляться людською кров’ю, зазвичай уночі. Їхні укуси можуть призвести до низки наслідків для здоров'я, зокрема висип на шкірі, психологічні наслідки та алергічні симптоми. Укуси постільних клопів можуть призвести до змін на шкірі, від непомітних або невеликих почервонілих ділянок до помітних пухирів. Симптоми можуть з’явитися від кількох хвилин до кількох днів після укусу, і зазвичай присутній свербіж. Деякі люди можуть відчувати втому або мати гарячку. Зазвичай уражаються відкриті ділянки тіла, і часто трапляються три укуси поспіль. Укуси постільних клопів не передають інфекційні захворювання. Ускладнення рідко можуть включати некроз шкіри або васкуліт.
Укуси постільних клопів спричиняють переважно два види комах типу Cimex: Cimex lectularius (звичайний постільний клоп) і Cimex hemipterus, переважно в тропіках. Їхній розмір коливається від 1 до 7 мм. Вони поширюються, переповзаючи між місцями поблизу, або переносяться в особистих речах. Зараження рідко трапляється через відсутність гігієни, але частіше зустрічається в районах з високою щільністю населення. Діагностика включає як виявлення клопів, так і наявність сумісних симптомів. Постільні клопи проводять більшу частину свого часу в темних, прихованих місцях, як-от шви матраца або тріщини в стіні.
Лікування спрямоване на усунення симптомів. Вивести клопів з оселі часто буває складно, частково оскільки клопи можуть жити до року без їжі. Може знадобитися повторна обробка оселі. Ця обробка може включати нагрівання кімнати до 50 °C (122 °F) протягом понад 90 хвилин, часте прибирання пилососом, прання одягу за високих температур і застосування різних пестицидів.
Постільні клопи зустрічаються в усіх регіонах земної кулі. Рівень заражень відносно стабільний, після зростання у 1990-х роках. Точні причини цього зростання незрозумілі. Серед теорій – зростання масштабів пересування людей, частіший обмін уживаними меблями, посилення уваги до боротьби з іншими шкідниками та збільшена стійкість до пестицидів. Постільні клопи є відомими паразитами людини протягом тисячоліть.